# ひろぎんホールディングス
株式会社ひろぎんホールディングス（英: Hirogin Holdings, Inc.）は、広島銀行を中核とするひろぎんグループを統括する日本の金融持株会社。

## 概要
2020年10月1日に広島銀行の単独株式移転により設立された。また、当社の設立に際しグループ内再編として、広島銀行が有する一部の子会社株式を当社に移管し直接出資の子会社とした。

## 沿革
当社設立以前の沿革については広島銀行#沿革を参照
- 2020年（令和2年）10月1日 - 広島銀行の単独株式移転により設立。
- 2023年（令和5年）4月1日 - 広島銀行の子会社であったひろぎん保証株式会社が、同じく広島銀行の子会社であったひろぎんカードサービス株式会社を吸収合併し、ひろぎんクレジットサービス株式会社に商号変更するとともに、ひろぎんホールディングスの直接の子会社となる。

## グループ会社
太字：連結子会社
- 株式会社広島銀行 - 広島県全域をはじめ岡山県、愛媛県、山口県などにおいて銀行業を展開。
  - ひろぎんビジネスサービス株式会社 - 連結決算業務、印刷・製本業務、担保不動産評価業務、契約書精査業務
  - ひろぎんリートマネジメント株式会社 - 資産運用業務（ひろしま地方創生リート投資法人の運用）
- ひろぎんクレジットサービス株式会社 - 信用保証業務、クレジットカード業務
- ひろぎん証券株式会社 - 金融商品取引業
- しまなみ債権回収株式会社 - 債権管理・回収業
- ひろぎんキャピタルパートナーズ株式会社 - 投資業
- ひろぎんリース株式会社 - リース・オートリース業
- ひろぎんITソリューションズ株式会社 - IT関連事業
- ひろぎんエリアデザイン株式会社 - コンサルティング業務
- ひろぎんヒューマンリソース株式会社 - コンサルティング業務